# Valentín Uriona
Valentín Uriona Lauciriga (Muxika, 29 ottobre 1940 – Sabadell, 30 luglio 1967) è stato un ciclista su strada spagnolo di origine basca, professionista dal 1962 al 1967, vincitore di una Milano-Torino.
Morì nel 1967 in un incidente durante i Campionati spagnoli di ciclismo su strada.

## Palmarès
- 1962 (Furcon-Minguia, due vittorie)

1ª tappa Milk Race
1ª tappa Volta a Catalunya
- 1963 (Kas-Kaskol, tre vittorie)

Gran Premio de Llodio
7ª tappa Vuelta a España
7ª tappa, 2ª semitappa Volta a Catalunya
- 1964 (Kas-Kaskol, quattro vittorie)

Milano-Torino
Classifica generale Critérium du Dauphiné Libéré
8ª tappa Volta a Catalunya
5ª tappa Vuelta a Levante
- 1965 (Kas-Kaskol, due vittorie)

1ª tappa Volta a Catalunya
8ª tappa Volta a Catalunya
- 1966 (Kas-Kaskol, tre vittorie)

4ª tappa Vuelta a España
6ª tappa Vuelta a Levante
Campionati spagnoli di montagna
- 1967 (Fagor, quattro vittorie)

1ª tappa Vuelta a los Valles Mineros
3ª tappa, 2ª semitappa Vuelta a Mallorca
5ª tappa Vuelta a Mallorca
Classifica generale Vuelta a Mallorca

## Piazzamenti

### Grandi Giri
- Tour de France

1963: 50º
1964: ritirato (3ª tappa)
1965: 13º
1966: 14º
1967: ritirato (13ª tappa)
- Vuelta a España

1963: 18º
1964: 7º
1965: ritirato
1966: 6º
1967: 31º

### Classiche monumento
- Milano-Sanremo

1963: 64º
1964: 58º
1965: 41º
1966: 89º
- Giro di Lombardia

1963: 46º
1964: 18º
1965: 34º

### Competizioni mondiali
- Campionato del mondo

Sallanches 1964 - In linea: 28
San Sebastián 1965 - In linea: 15º
Nürburgring 1966 - In linea: ritirato